# Los (Blake)

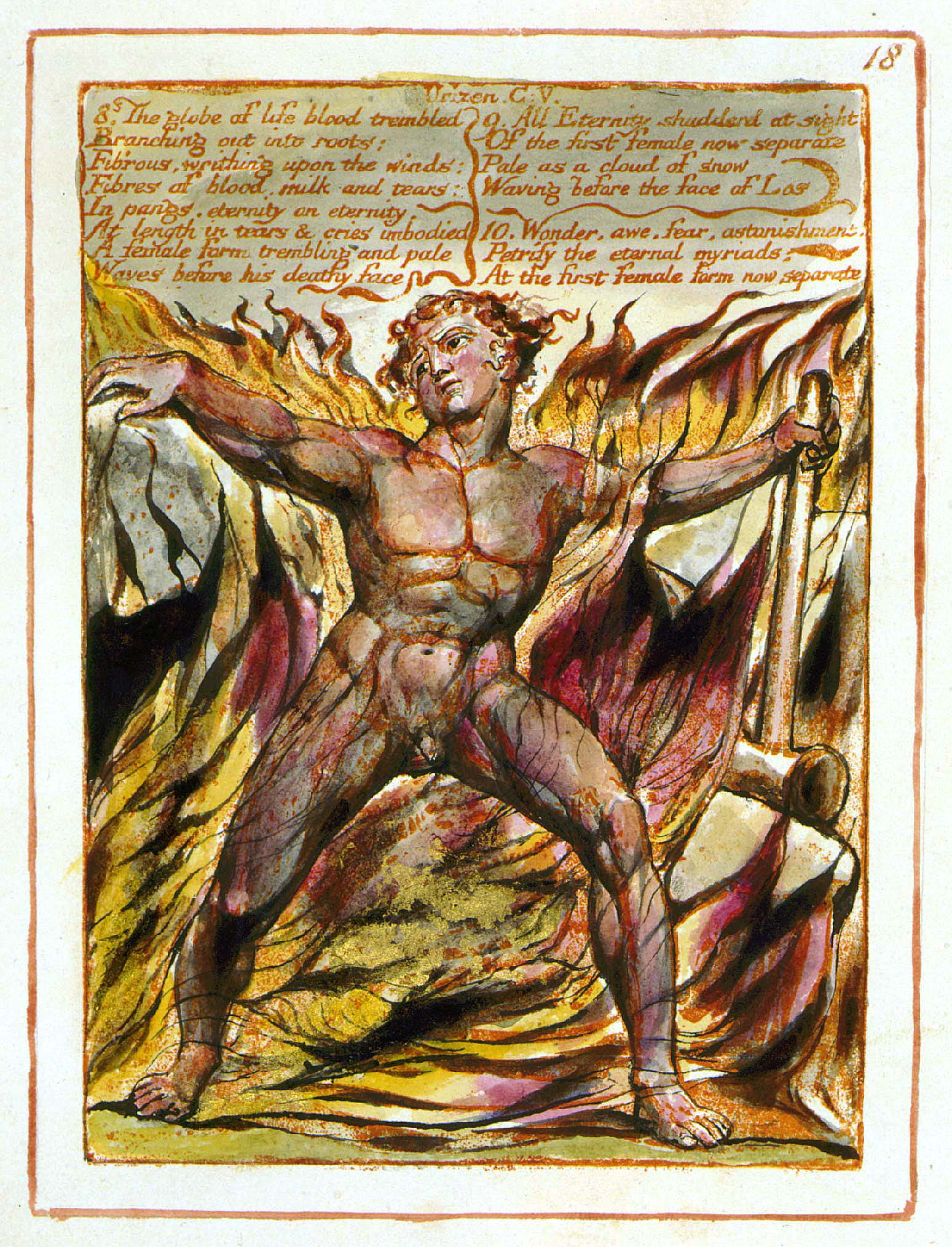
Representació de Los en El llibre d'Urizén

Los és un personatge mitològic creat per l'escriptor anglés William Blake. Los és descrit com un ferrer que colpeja el martell contra una farga, que representa metafòricament el batec del cor humà. És fill d'Enió i Tharmas, i germà d'Enitharmon.

## Característiques
Segons la mitologia de William Blake, Los és el déu de la imaginació. Quan es torna rutinari en les seues accions, però, descendeix i es fa part del món material. Esdevé creador de la vida i dels sistemes orgànics. Crea la consciència amb l'evolució, la qual cosa condueix a la creació dels éssers humans.

## Aparicions
Los apareix per primera volta en Amèrica, una profecia, i poc després en el Llibre d'Urizen, tots dos del 1794, com un profeta etern d'Urizen, el creador del món, que després pateix una caiguda espiritual. Apareix en els Llibres profètics de Blake, en les obres de La cançó de Los, Amèrica, una profecia i Europa, una profecia. En aquestes obres, comença com un profeta en Àfrica, que descriu com Urizen dona les lleis a la humanitat.
El poema Jerusalem (1804) diu que Los era el pare d'Adam, Noé, Abraham, Moisés i altres personatges bíblics. En el poema Milton, Los es descriu com una flamerada del sol. Aquest punt de vista de Los i el sol és semblant a una descripció en un poema que Blake inserí en una carta (22 de novembre del 1802) que escrigué a Thomas Butts. En Vala, o els quatre Zoas, Los és testimoni d'una visió del Xai de Déu, que és sacrificat per a revelar el seu aspecte espiritual, mentre que Urizen i la Sinagoga de Satanàs treballen contra Crist i el condemnen a mort. Després que la Sinagoga de Satan promoga el deisme, s'apodera del sol i la lluna per a destruir els cels. La destrucció del món condueix a l'eternitat i el segon judici es duu a terme.
La versió última de Jerusalem, acabat el 1820, era un evangeli sobre la imaginació com a presència de Déu en la humanitat, i la figura messiànica del llibre és Los. Los vol crear el seu sistema per tal d'estar lliure de qualsevol altre sistema, i el seu sistema es basa en la creació en lloc de la raó. L'objectiu del llibre és descriure el triomf de Los i la nova apocalipsi en la qual el Xai de Déu (Agnus Dei) ve a Anglaterra per a governar.